# أندري سكوتش
أنـدري فـلادمـيـروفِـتـش سـكـوتـش (مـن مـوالـيد 30 يناير 1966 ميلادية، قرية نيكـلـسكوي، اقليم موسكو) هـو رجل أعمال وملـيـارديـر روسي مشهور، مالك مشارك في مصنع ليبيدِنسكي للحديد الصلب Lebedinsky Mining. وفـقًـا لمجلة فـوربس الأمريكية (U.S. Forbes Magazine)، يعد الـسـيـد سكوتش من بين أغـنى رجال الأعمال الروس وقد تم إدراجه في قائمة المليارديرات في العالم لِـعـام 2012 ميلادية.

## النشأة
وُلـد في 30 يناير 1966 في قرية نيكولسكوي بـإقـلـيم موسكو. خـدم السيد سكوتـش في الجـيـش الـسـوفـيـتي عـام 1984 ميلادية.
تلقى تعليمه في معهد التربية البدنية والرياضية حيث كتب أطروحته البحثية وتخرج من نفس المعهد. وفي عام 1998 ميلادية تخرج من جامعة موسكو الحكومية للعلوم الإنسانية المسماة باسم ميخائيل شولاخاف (جامعة موسكو المفتوحة للعلوم الأدبية سابقًا (MSOPU))، كلية علم النفس.

## الـوظـائـف
في أواخر ثمانينيات القرن الماضي بدأت مسيرته في مجال المشاريع التجارية عندما افتتح مخبزًا مع السيد ليف كفيتنوي. بعد ذلك بدأ العمل في بيع الإلكترونيات ومستلزمات الكمبيوتر وامتلك أيضا شركة خاصة بـتوزيع الوقود. فيما بعد شغل منصب نائب المدير العام في شركة كوزينتسوف وشركائه "Kuznetsov and Partners LLC".
في عام 1995 انضم إلى رؤوس الأموال وأصبح نائب المدير العام لشركة الاستثمار انترفاين "Interfin" عمل أيضًا لدى البنك المصرفي MontazhSpetsBank قبل أن ينضم إلى زميله الملياردير أليشر عثمانوف في تجارة المعادن.
تعرف سكوتش على السيد عثمانوف في عام 1995 ميلادية بالبنك، حينما كان يعمل في شركة لتوزيع المشتقات النفطية. جنبا إلى جنب مع زملائة ليف كفيتنوي وسكوتش وعثمونوف كانت أول مشترياتهم هي مصنع ليبيدينسكي لإنتاج الصلب في مدينة بيلغراد. وفي عام 1999 أصبح سكوتش نائب المدير العام في مصنع ليبيدينسكي للصلب JSC GOK. أسس عثمانوف في عام 2006 شركة استثمارية سُميت بـ Metalloinvest. بعد الاستحواذ على مصنع ميخلاوفسكي للحديد الصلب GOK تم دمجه مع مصنع ليبيدينسكي للمعادن الصلبة، وكان سكوتش شريكًا مهما في هذه الشركة. بلغت حصة سكوتش في الشركة الاستثمارية Metalloinvest حوالي 30 ٪، على الرغم من أن الأسهم كانت مسجلة باسم والده فلاديمير.
في عام 2016 تم نشر قائمة بأعضاء البرلمان الروسي (مجلس الدوما) في مجلة بنما للإحصائيات. وكان من بين هذه الأسماء السيد سكوتش. وفي شهر أبريل 2018 فرضت الولايات المتحدة الأمريكية عقوبات عليه وعلى 23 مواطنًا روسيًا آخر.

## حـيـاتـه السياسيـة
أُنتخِب سكوتش في عام 1999 ميلادية نائبًا في مجلس الدوما الروسي بدورته الثالثة عن منطقة بيلغراد. وفي عام 2000 تولى منصب رئيس مجلس الخبراء في مجال التعدين والصناعات المعدنية. وفي نفس العام ناقش أطروحته العلمية بعنوان «الأعمال الخيرية في روسيا كوسيلة للحماية المجتمعية للطفولة»
تم انتخابه أيضًا في شهر ديسمبر 2003 ميلادية نائبا بمجلس الدوما في دورته الرابعة. وانضم السيد سكوتش إلى قائمة مرشحي حزب روسيا الموحدة في ديسمبر 2007 وأُنتخِب مرة أخرى نائبًا في مجلس الدوما بدورته الخامسة نائبًا باسم الحزب. منذ عام 2012 أصبح عضوًا في مجموعة نواب الفصائل لحماية القيم المسيحية.
في ديسمبر 2011 أُنتخِب نائبا في مجلس الدوما بدورته السادسة. وفي شهر سبتمبر 2016 ميلادية تم انتخابه من جديد نائبًا بمجلس الدوما الروسي في دورته السابعة من عام 1999 إلى عام 2019 خلال فترة ولايته كنائب بمجلس الدوما الروسي بدوراته الثالثة والرابعة والخامسة والسادسة والسابعة شارك السيد سكوتش في تأليف وإعداد 163 مبادرة لإجراء تعديلات دستورية في القوانين الفيدرالية.

## العمل الخـيري
سكوتش هي مؤسس جمعية الأجيال الخيرية «بكالينيا». مؤسسة الأجيال الخيرية تدعم العاملين في مجال الثقافة والأبحاث العلمية والأسر التي لديها ثلاثة أطفال أو أكثر وقدامى المحاربين الروس المشاركين في الحرب العالمية الثانية وكبار السن وغيرهم الكثير. تقوم مؤسسة الأجيال الخيرية أيضًا بتمويل بناء المرافق الطبية في اقليم بيلغراد، كما أنها تقدم دعمًا ماليًا لإعادة بناء وترميم المقابر العسكرية. في عام 2007 ميلادية زود سكوتش المحاربـين الـقـدامى في الحـرب الوطـنـية العظمى بمنطقة بيلغراد بسيارات شخصية من طراز VAZ-2105 (3000 سيارة بقيمة إجمالية بلغت 260 مليون روبل)في عام 2012 تسلم المعهد الطبي في اقليم بيلغراد 51 سيارة إسعاف جديدة من مؤسسة الأجيال الخيرية «بكالينيا». وفي العام نفسه نفذت مؤسسة الأجيال الخيرية إعادة بناء مقبرة جنود الجيش السوفيتي في مدينة زيكيشفخيرفار المجرية والقسم السوفيتي من مقبرة كيريبسي في مدينة بودابست (عاصمة دولة المجر). خلال إعادة إعمار المقابر تم التعرف على رفات أكثر من ألف جندي من الجبهتين الثانية والثالثة الأوكرانية. وتم إقامة نصب تذكاري لهم في مقبرة زيكيشفخيرفار.
وفي عام 2013 قدمت المؤسسة الخيرية سيارات من طراز VAZ-2104 إلى 180 عائلة كبيرة في اقليم بيلغراد.
وأفادت تقارير بأن سكوتش تبرع بأكثر من 117 مليون دولار، حيث تم تخصيص جزء منها لإعادة إعمار وترميم آثار الحرب في روسيا أما مؤسسة الأجيال الخيرية فيعتبر السيد سكوتش الداعم الرئيسي لجوئزها منذ تدشينها، ومن جوائزها الجائزة الأدبية «الظهور الأول» للكتاب الروس الذين تقل أعمارهم عن 25 عامًا.

## الـثروة الـمالـيـة
وفقًا لمجلة بلومبيرغ تبلغ صافي ثروة سكوتـش 6.3 مليار دولار حسب إحصائيات شهر فبراير 2021 ميلادية.
وطبقًا لقائمة فوربس لتصنيف المليارديرات في العالم لعام 2021 ميلادية، فقد احتل السيد سكوتش المرتبة 288 في قائمة أغنى أغنياء العالم بثروة مالية تقدر بنحو 8.6 مليار دولار.
يمتلك أيضا يخـتًـا اسـمـه "Madame GU".

## الأوسمة
- وسام «الاستحقاق الوطني» من الدرجة الثانية (14 نوفمبر 1998) – تكريما له على الخدمات المقدمة في مجال إعادة التأهيل المجتمعي للأشخاص ذوي الإعاقة وحماية حقوقهم ومصالحهم.[16]
- وسام «خدمة الوطن» من الدرجة الأولى (13 فبراير 2003) – لنجاحاته في الأعمال الخيرية لسنوات عديدة ولدعمه المتواصل للفئات المجتمعية المختلفة.[17]
- وسام الشرف (13 ديسمبر 2010) - لمساهمته الكبيرة في تخليد ذكرى الجنود الروس والسوفييت الذين لقوا حتفهم على أراضي جمهورية الصين الشعبية ولنشاطه الخيري في هذا المجال.[18]
- وسام الشرف (أوسيتيا الجنوبية، 29 مايو 2011) – لمساهمته الكبيرة في تطوير وتعزيز الصداقة والتعاون بين الشعوب، ولأنشطته الخيرية والدعم المقدم لشعب جمهورية أوسيتيا الجنوبية، كتكريم له على دعمه للمرافق المجتمعية الحيوية.[19]
- وسام القديس ألكسندر نيفسكي (2016) – لإسهامه في ترميم الآثار والنصب التذكارية للجنود الروس والسوفييت في منطقة بيلغراد والصين والمجر.[20]

## قضايا جدلية
وزارة الخزانة الأمريكية ترى أن سكوتش إلى جانب دوره كـنائب في مجلس الدوما الروسي أنه على صلة بالجريمة المنظمة طويلة الأمـد وتزعم أنه كان يرأس مجموعة إجرامية بنفسه، ولهذا إلى قائمة العقوبات المتخذة من قبل الولايات المتحدة الأمريكية في أعقاب العقوبات المفروضة على روسيا السبب قامت بإضافته الاتحادية، حيث تم إضافته إلى القائمة مع أعضاء أخرين من النخبة الروسية - وجميعهم من المسؤولين المقربين من الكرملين، وحسب زعم وزارة الخزانة الأمريكية يجب عليهم تحمل عواقب الإجراءات السياسية لحكومتهم. : ووفقًا لما أفادت مجلة الـمُـراسِـل الروسية "Russian Reporter" فإن السيد سكوتـش لا يعرف سبب وجوده في قائمة العقوبات الأمريكية ويعتقد أنها مرتبطة بأزمة أوكرانيا.

## الحياة الشخصية
أندري سكوتش متزوج وأب لعشرة أطفال، أربعة منهم توائم ولدوا في عام 1994 ميلادية وهم: نيكيتا، صوفيا، ألكسندرا، يوليا. بعد انتخابه نائباً في مجلس الدوما الروسي قام أندري سكوتش بنقل حصته في شركة إنترفين للاستثمارات " Interfin" إلى والده فلاديمير نيكيتوفيتش سكوتش. وفقًا لمجلة فوربس فإن فلادمير سكوتش يمتلك حصة في مطار فنوكافا الدولي
بالإضافة إلى 30٪ من مشروع USM.